# Estrep (hípica)

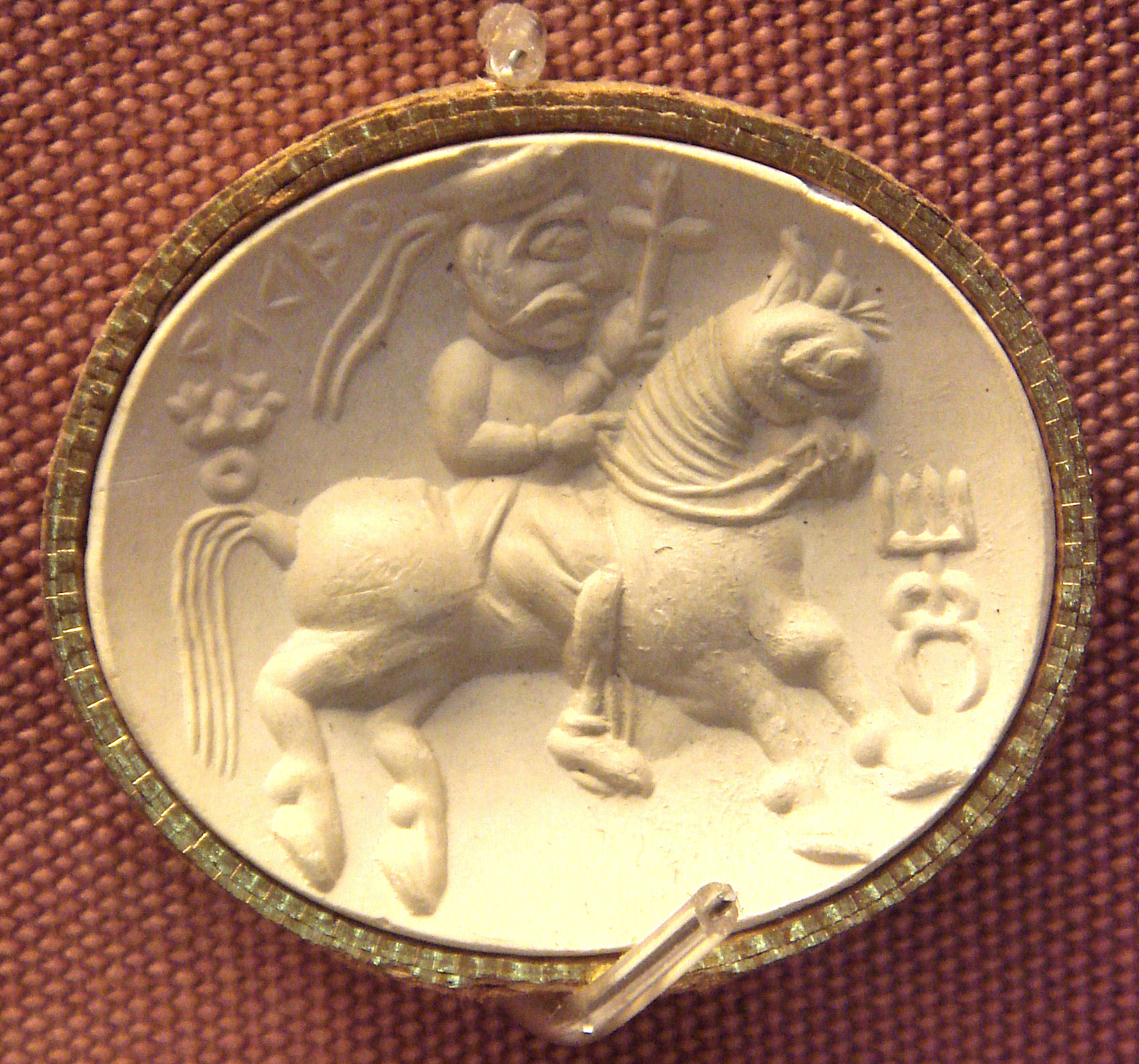
Representació d'una divinitat kuixan amb un estrep, cap a l'any 150 dC. Museu Britànic

L'estrep és un objecte de metall o altres materials fixat a la sella de muntar mitjançant els gambals que permeten que el genet introdueixi els peus en ells per a recolzar-se mentre cavalca i fins i tot per posar-se dret sobre ells, quan li convingui, per exemple: lluitant en una batalla.

## Història

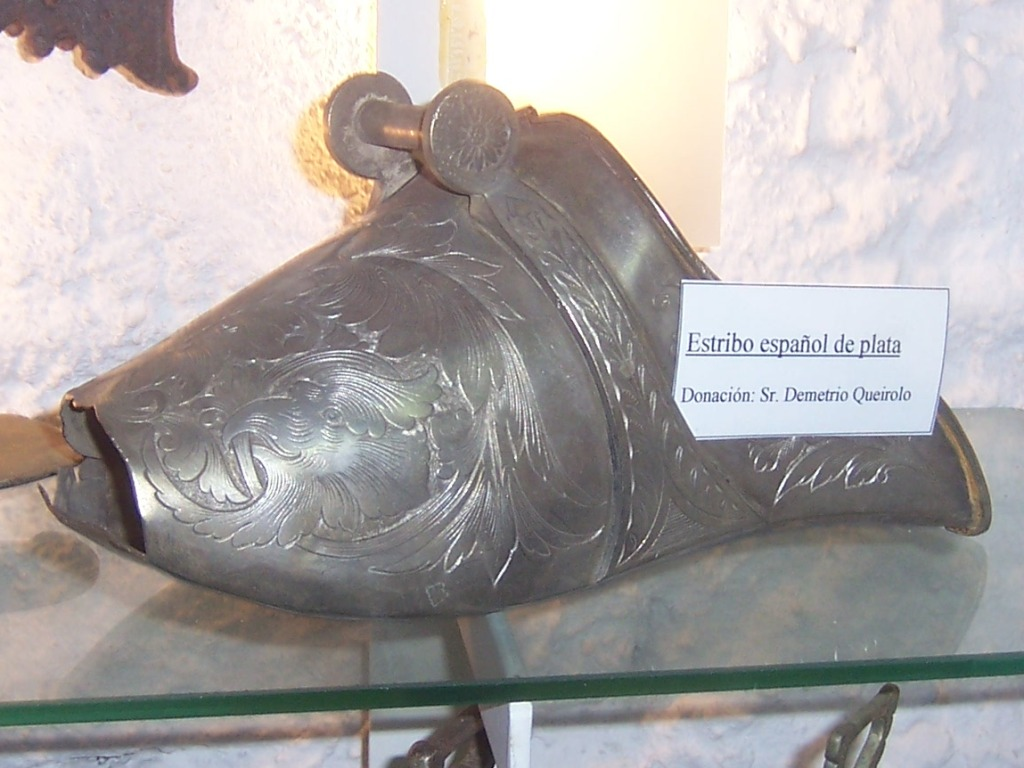
Antic estrep espanyol de plata. La imatge correspon al patrimoni dipositat al Museu de l'Indi i del Gaucho "Washington Escobar", Tacuarembó

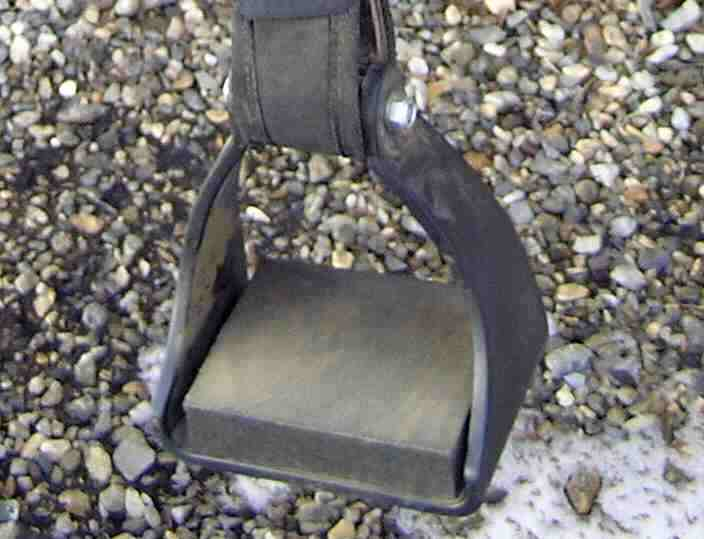
Un estrep de treball modern

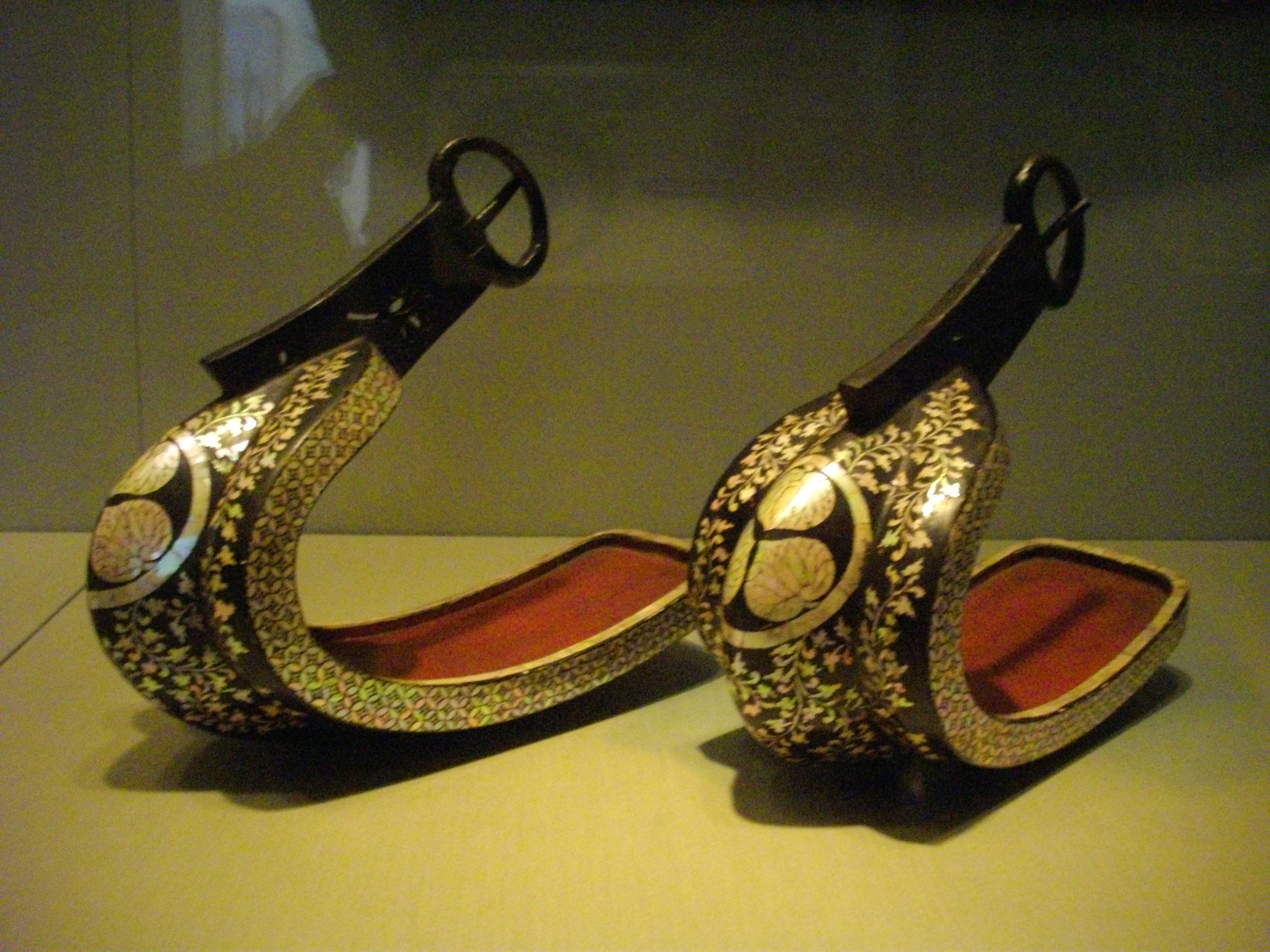
Abumi: estreps japonesos

Els primers estreps consistien en una corda que unia la sella i el dit gros del peu del genet. Aparegueren a l'imperi Kushan (actual Índia) entre el segle I i el II aC. D'allí van passar a la Xina cap a l'any 300, on, per raó del clima més fred de la zona, van començar a lligar-se al voltant del peu calçat, i no només sobre el dit. Poc després, la corda original fou reemplaçada pel ferro.
Des de la Xina l'ús de l'estrep es va estendre als nòmades mongols de l'Àsia central, a Corea i al Japó. Els huns els van introduir a Pèrsia al segle iv i a Europa cap al segle v, encara que no hi ha notícies de la seva adopció per la cavalleria imperial romana fins a aproximadament un segle més tard (ja després de la caiguda de l'Imperi Romà d'Occident). Cap a l'any 600 dC, els àvars de Pannònia havien estat empesos a l'oest des de les estepes pels turcs, i van introduir l'estrep a Europa. Al seu torn, els àrabs el prendrien dels perses i els romans d'Orient.
Per la seva banda, els invasors germànics de l'Imperi Romà van adoptar ràpidament l'ús d'estreps. Això va millorar l'eficàcia de les seves tropes muntades fins a tal punt que va facilitar la derrota en la batalla d'Adrianòpolis (378), del model clàssic de la legió romana, fet que va causar una crisi militar sense precedents. L'estrep, que permetia al genet lluitar amb comoditat i maximitzava l'impacte de la càrrega, pràcticament havia jubilat al millor exèrcit de la història, i havia iniciat una nova era a Europa: la de la cavalleria cos que dominaria els camps de batalla medievals durant més de mil anys. (Fora d'algun cas particular com el dels almogàvers).

## Sistemes d’equitació
Entre els diversos sistemes d’equitació cal considerar el tipus de sella i els estreps emprats en cada cas.
- Brida. L'equitació a la brida es basava en portar els estreps llargs, amb els gambals ajustats per a permetre que el genet cavalqués amb les cames estirades. (En castellà "a la brida" o "a la guisa" eren expressions equivalents).
- Gineta[2]
- Bastarda[3]
- Estradiota[4]
- Soldat de cuera. Vegeu imatge.
  - Els estreps eren de fusta i tancats per a protegir el peu del genet.[5]
- Comanxe[6]
- Mexicana.[7]
- Criolla chilena
- Criolla argentina[8]
- California[9]
- Texas[10][11]
- Japó.[12]

## Tractats d’equitació i similars
1: Jaqueta de cuir de set capes 
3: Carrabina 
5: Llança 
7: Broquer 
9: Estreps de fusta 

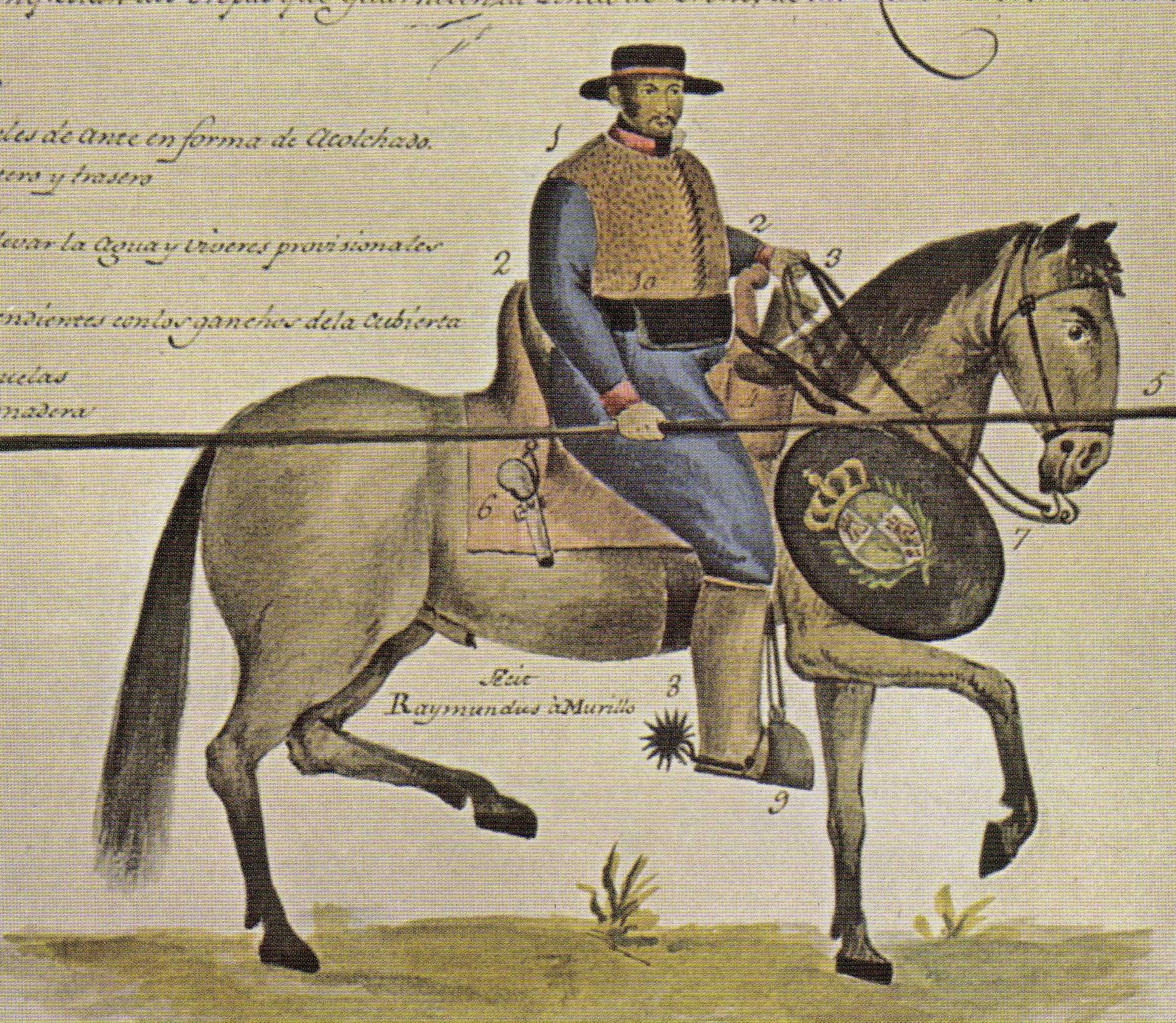
Soldat de cuera 1: Jaqueta de cuir de set capes 2: Pom de la sella 3: Carrabina 4: Bossa de la sella 5: Llança 6: Pistoles penjades a cada costat de la sella 7: Broquer 8: Botes i esperons 9: Estreps de fusta 10: Caixa cartutxera

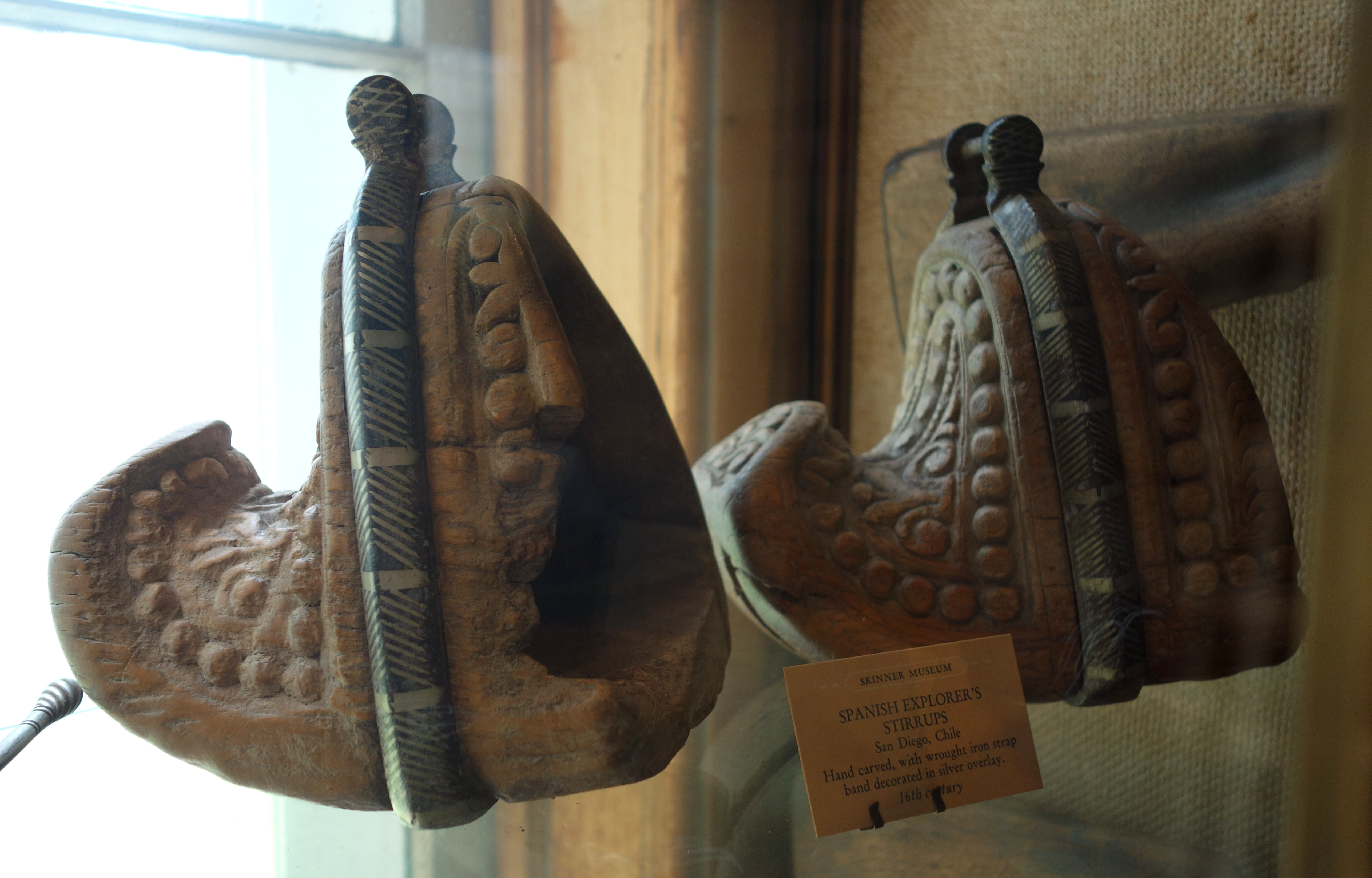
Estreps chilens

Algunes obres que tracten d’equitació esmenten els estreps de manera més o menys detallada. Vegeu uns quans exemples a continuació.
- c.1400. Ibn Hudhayl. Gala de caballeros, blasón de paladines.[14]

| « | ... los dos estribos deben ser iguales en peso, forma y medida, ni sueltos ni ceñidos; es mejor que pesen a que resulten livianos. Se debe comprobar que la estribera, con su ación y arricés, vaya bien prendida, verificando las medidas para que queden iguales, y a la proporción que a cada uno convenga. Que queden un poco largas es mejor que al revés, pues demasiado cortas pueden ocasionar la desmonta del jinete, en pleno salto del caballo, o cuando se detiene en medio de una carrera... | » |

- 1434. "dos streps de leuto, poquets, ab sos gambals". [15]

- c.1605. Libro de la jineta y descendencia de los caballos Guzmanes

| «                                                                                     | Tambien los estribos que en esta silla se usaban eran di ferentes de los de la de la brida. Habia tres clases, ó más bien dos unos llamados de medio celemin, que asemejaban una media luna , eran de hierro para la guerra y para torear, y de madera para el campo. Encerrado el pié dentro de ellos, que daba perfectamente resguardado, así de las lanzadas del ene migo como de los cuernos del toro, y en el campo, de las jaras en las monterías , y del agua y el viento y el lodo , que tanto molesta al jinete durante la cruda estacion del invier no. Todavía en España hay algunas aldeas y pequeñas villas, donde el modesto cura párroco y el acomodado labriego usan estos estribos de madera, tan cómodos y útiles , como de as pecto poco airoso ni agradable. La otra clase de estribos ma rinos ó moriscos, eran los que se usaban en las fiestas y pa seos: su lado exterior é interior es parecido á un triángulo isósceles truncado, y el pié descansaba tambien en ellos có modo y firme. Estos estribos eran siempre de hierro, pero en las fiestas y regocijos públicos solian llevarlos algunos magnates de plata y otros metales, y como eran agudos de gavilanes podia fácilmente el caballero, sin necesidad de espuelas, herir con ellos al caballo en el paseo. | » |
| — Libro de la jineta y descendencia de los caballos Guzmanes. Bañuelos y de la Cerda. | |   |

- 1819. "Estribos de tornillo".[17]

- 1858. Dos estreps d'or.[18]

- 1881. Estreps per a untar a la brida.[19]

- 1955.[20]
- 1990. Estreps xilens.[21]

- 2013. Estreps vaquers (vegeu làmina).[22]

- 2014. Estreps mexicans.[23]